# غاري كوان
غاري كوان هو لاعب غولف كندي، ولد في 28 أكتوبر 1938 في كيتشنر في كندا.

## وصلات خارجية
- غاري كوان على موقع رابطة لاعبي الغولف المحترفين (الإنجليزية)
- غاري كوان على موقع قاعة كندا للمشاهير الرياضية (الإنجليزية)
- غاري كوان على موقع قاعة أونتاريو للمشاهير الرياضية (مؤرشف) (الإنجليزية)